# Jędrzej Śniadecki

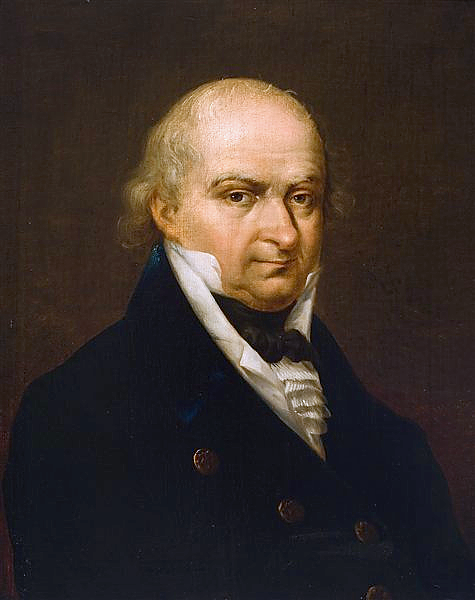
Jedrzej Śniadecki

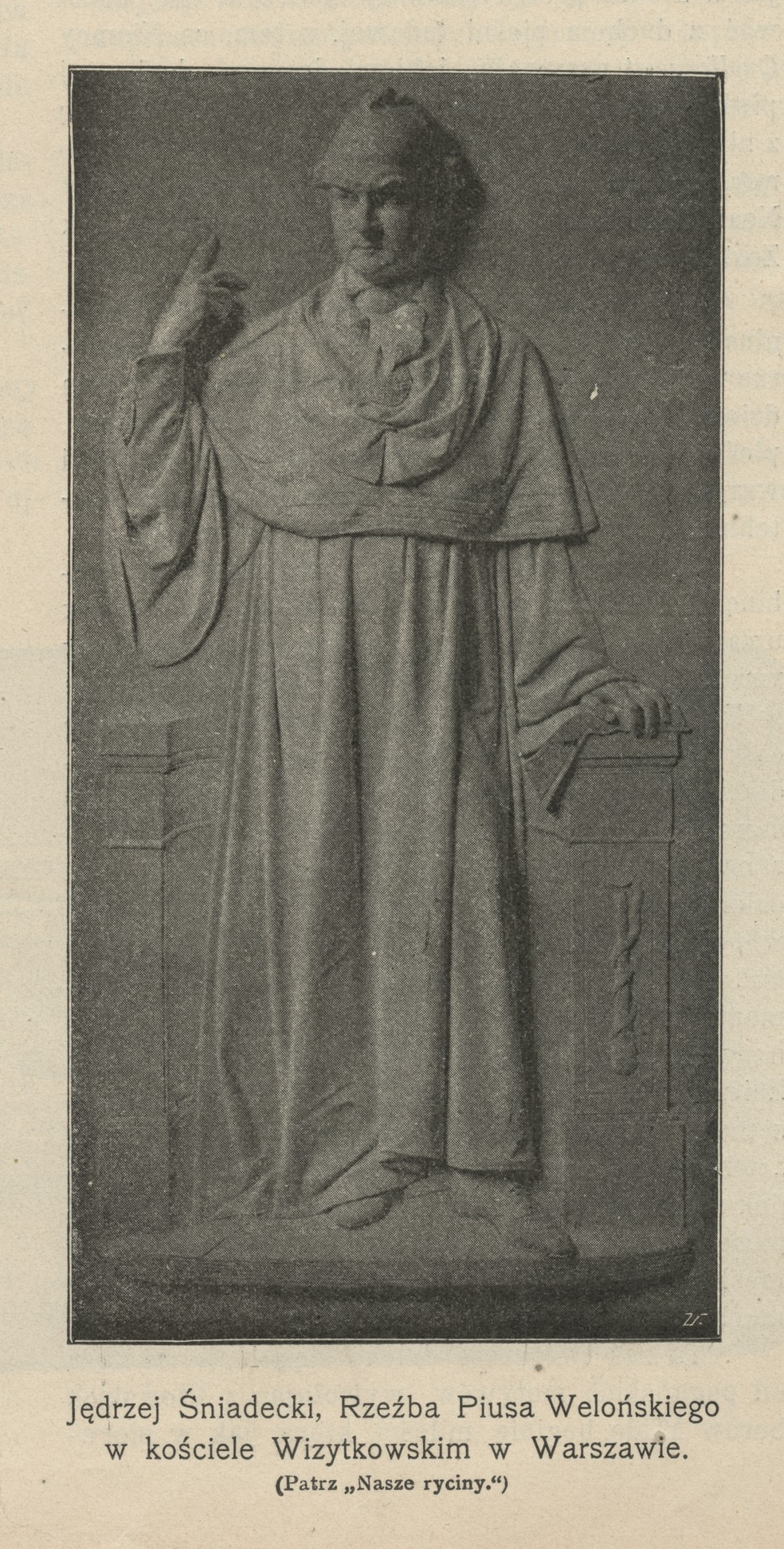
Śniadecki-Gedenktafel (Pius Weloński), Visitantinnen-Kirche, Warschau

Jędrzej Śniadecki (* 30. Oktober 1768 in Rydlewo bei Żnin; † 11. Mai 1838 in Wilna) war ein polnischer Chemiker und Arzt.

## Leben
Śniadecki studierte Medizin in Krakau und Pavia, wo er 1793 in Medizin promoviert wurde. Danach war er zwei Jahre in Edinburgh, unter anderem bei Joseph Black, und ein Jahr 1795 in Wien. Ab 1797 war er Professor für Chemie und Medizin in Wilna. 
Seit seinem Aufenthalt bei Joseph Black war er ein Anhänger der Lehre von Antoine-Laurent Lavoisier.
Er trug mit seinen Lehrbüchern zur Verbreitung der Kenntnisse der modernen Chemie in Polen bei und zur Entwicklung der Fachsprache der Chemie in Polen.
1808 beschrieb er ein neues Element aus Platinerz, das er Vestium nannte nach dem kurz zuvor entdeckten Asteroiden Vesta. Es wurde aber damals nicht von der französischen Akademie anerkannt. Möglicherweise handelte es sich um Ruthenium.
Er war der Bruder des Mathematikers und Astronomen Jan Śniadecki.

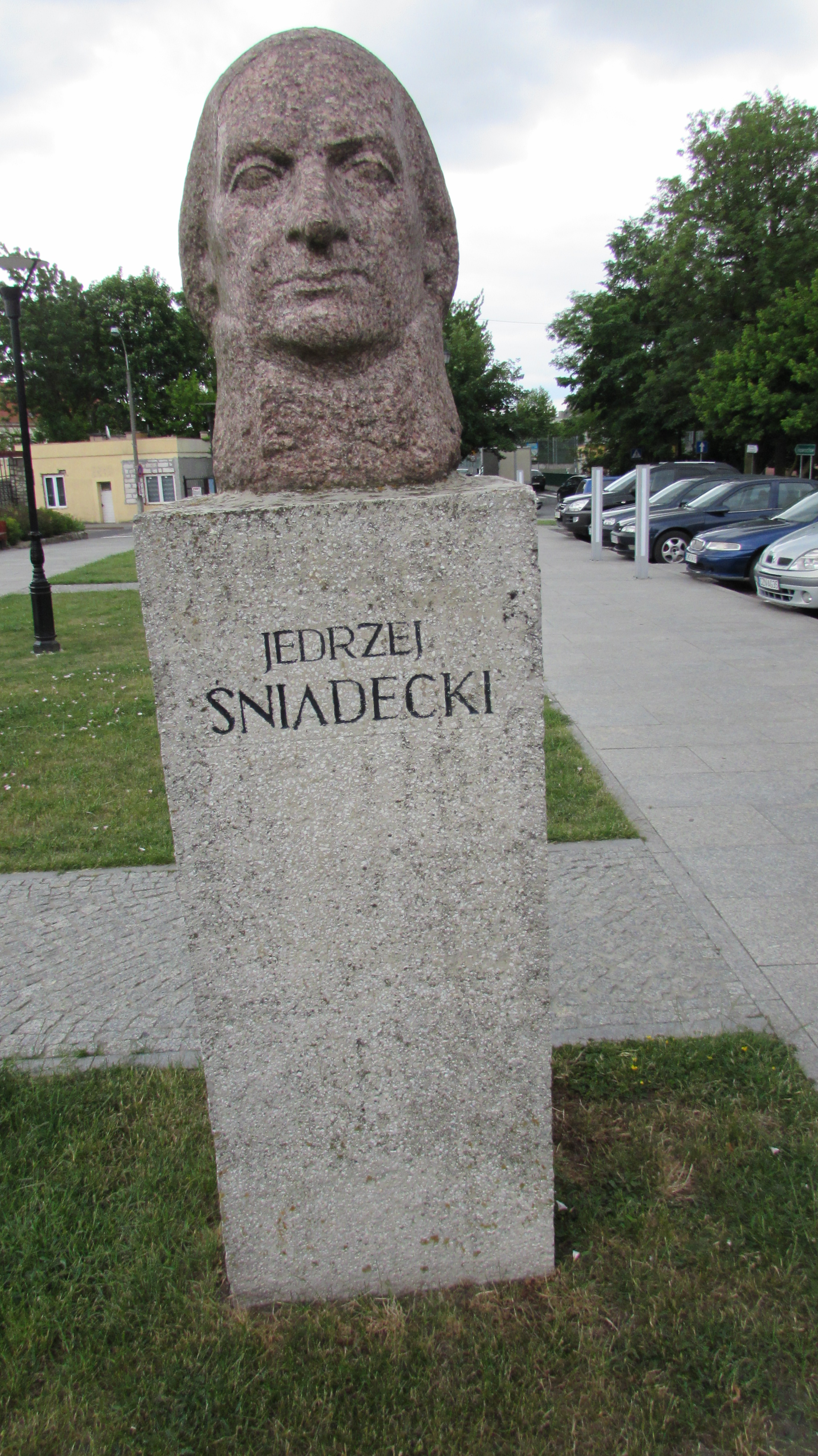
Denkmal in Żnin

## Schriften
- Początki chemii (Anfänge der Chemie), Vilnius 1800
- Teorya Jestestw Organicznych, 2 Bände, Warschau 1804, Vilnius 1811 und öfter 
  - deutsche Übersetzung: Theorie der organischen Wesen, Königsberg 1810, französische Übersetzung: Chimie et théorie des etres organisés, 2 Bände, Paris 1825